# Museum van Muziekautomaten en Muziekdozen
Museum van Muziekautomaten en Muziekdozen (Musée d'automates et de boîtes à musique, ook wel Museum CIMA) is een museum in Sainte-Croix in het kanton Vaud, Zwitserland. Het is gevestigd in het pand van de eigenaar, het Centre international de la mécanique d'art (CIMA) .

## Collectie
Het museum toont draaiorgels, orchestrions, speeldozen, klokken, horloges, platenspelers en tal van andere mechanische muziekinstrumenten.
Daarnaast is er een werkruimte waar de binnenkant van apparaten te zien is en worden er demonstraties gegeven waarmee de apparaten te horen zijn.

## Achtergrond
Het museum werd in 1955 geopend. De oprichting van het CIMA vond plaats rond 1985. Na een renovatie werd het museum medio 2015 heropend.
Sainte-Croix werd rond 1890 ook wel de hoofdstad van de muziekdozen genoemd. Het museum is gevestigd naast de voormalige muziekdozenfabriek Paillard.

## Galerij

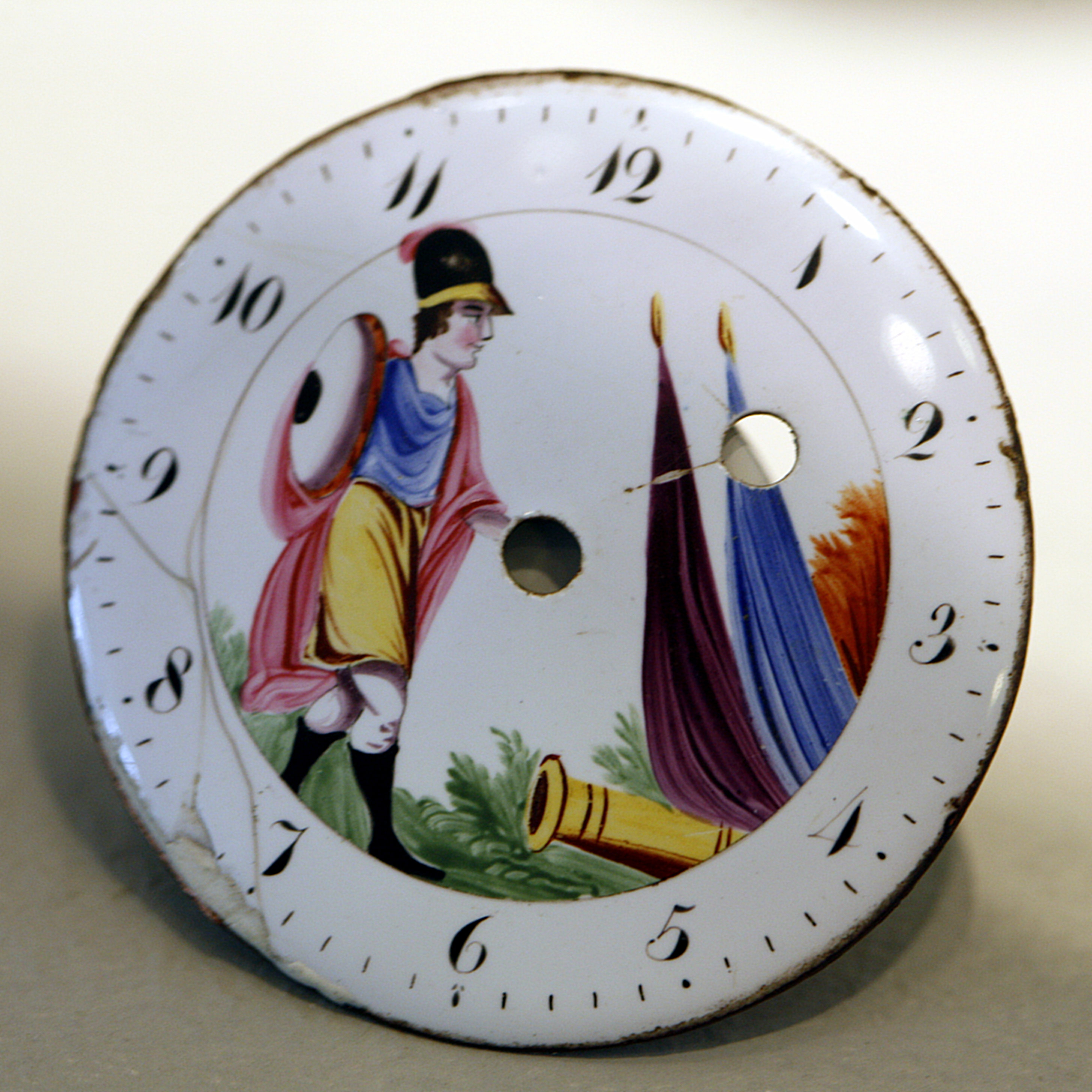
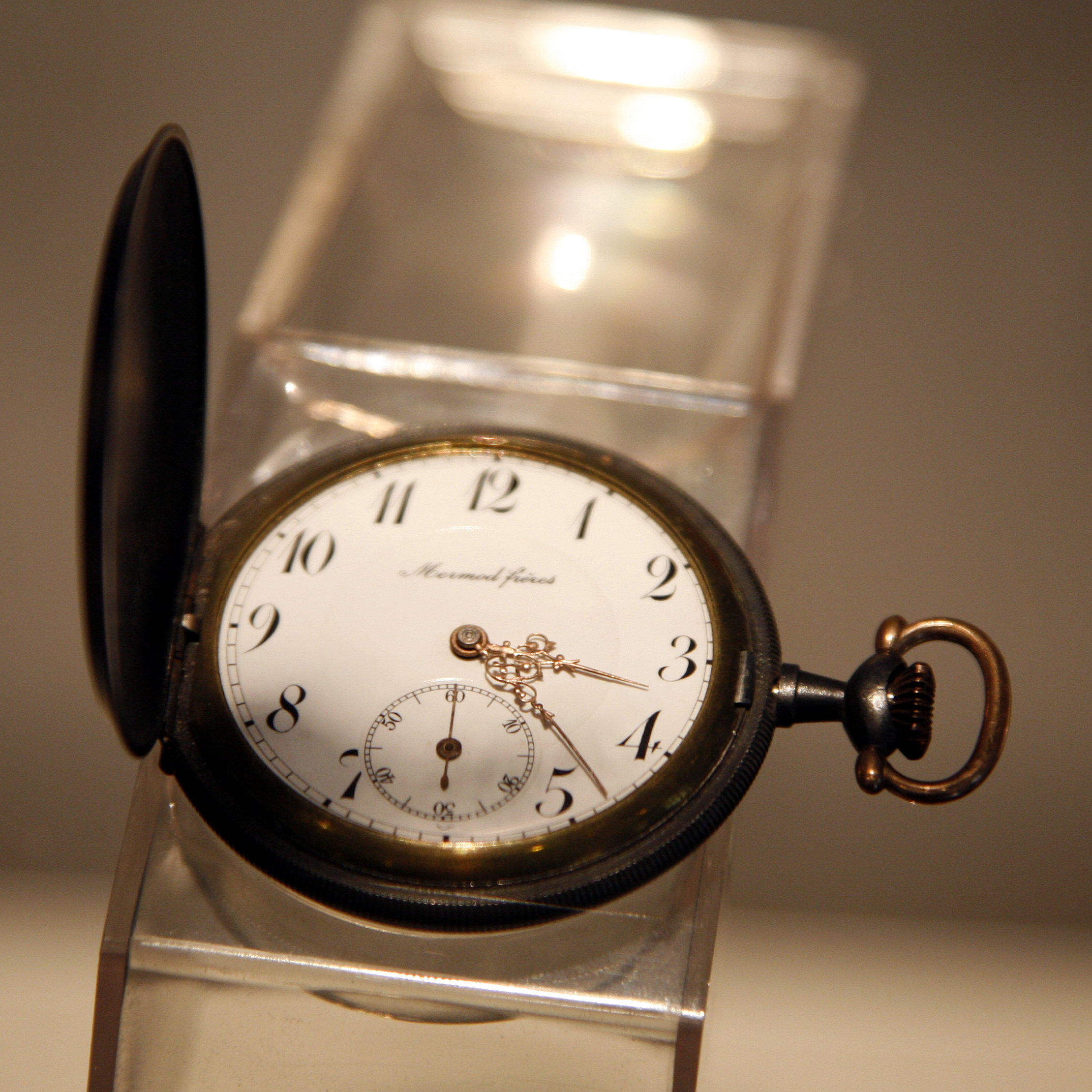
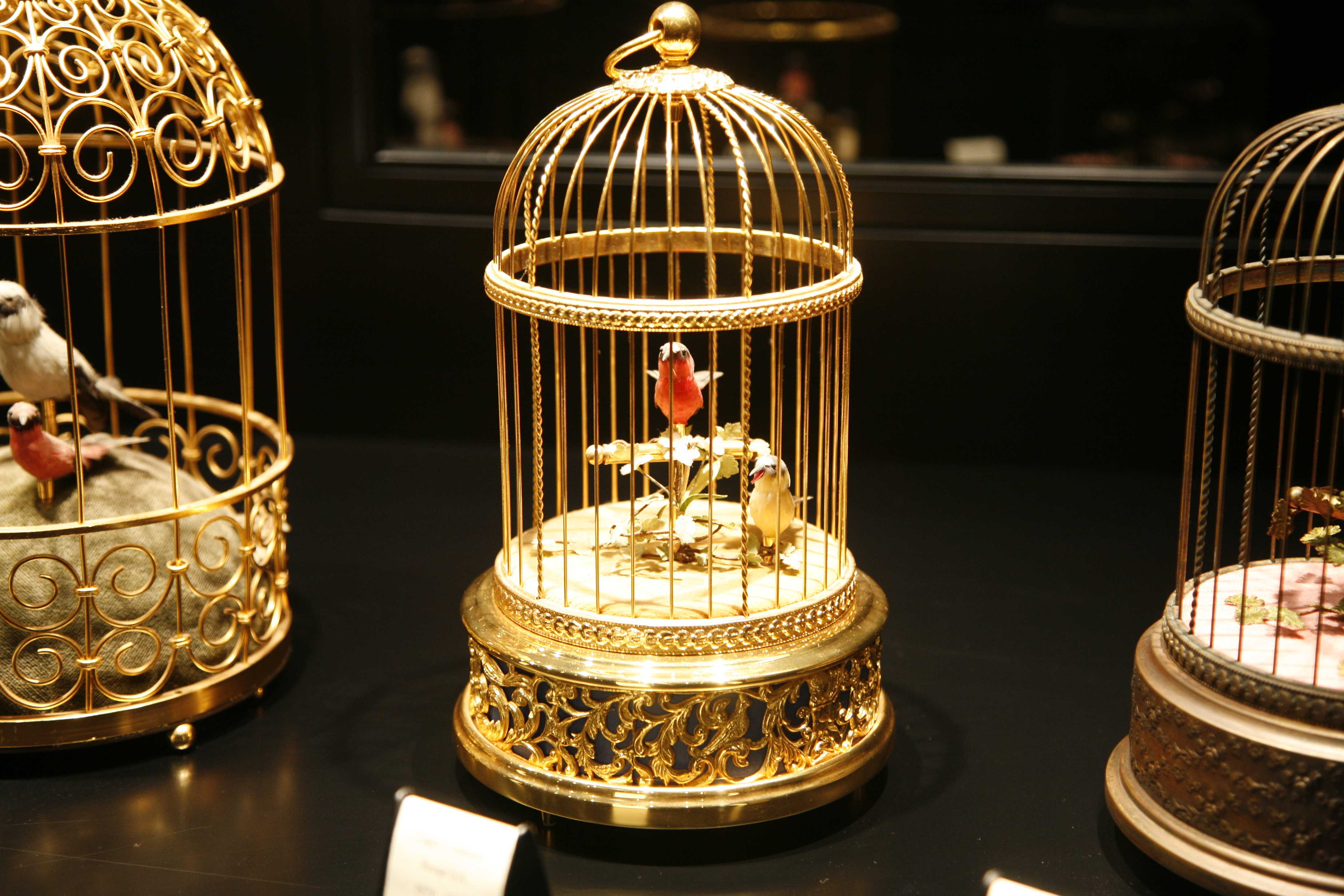
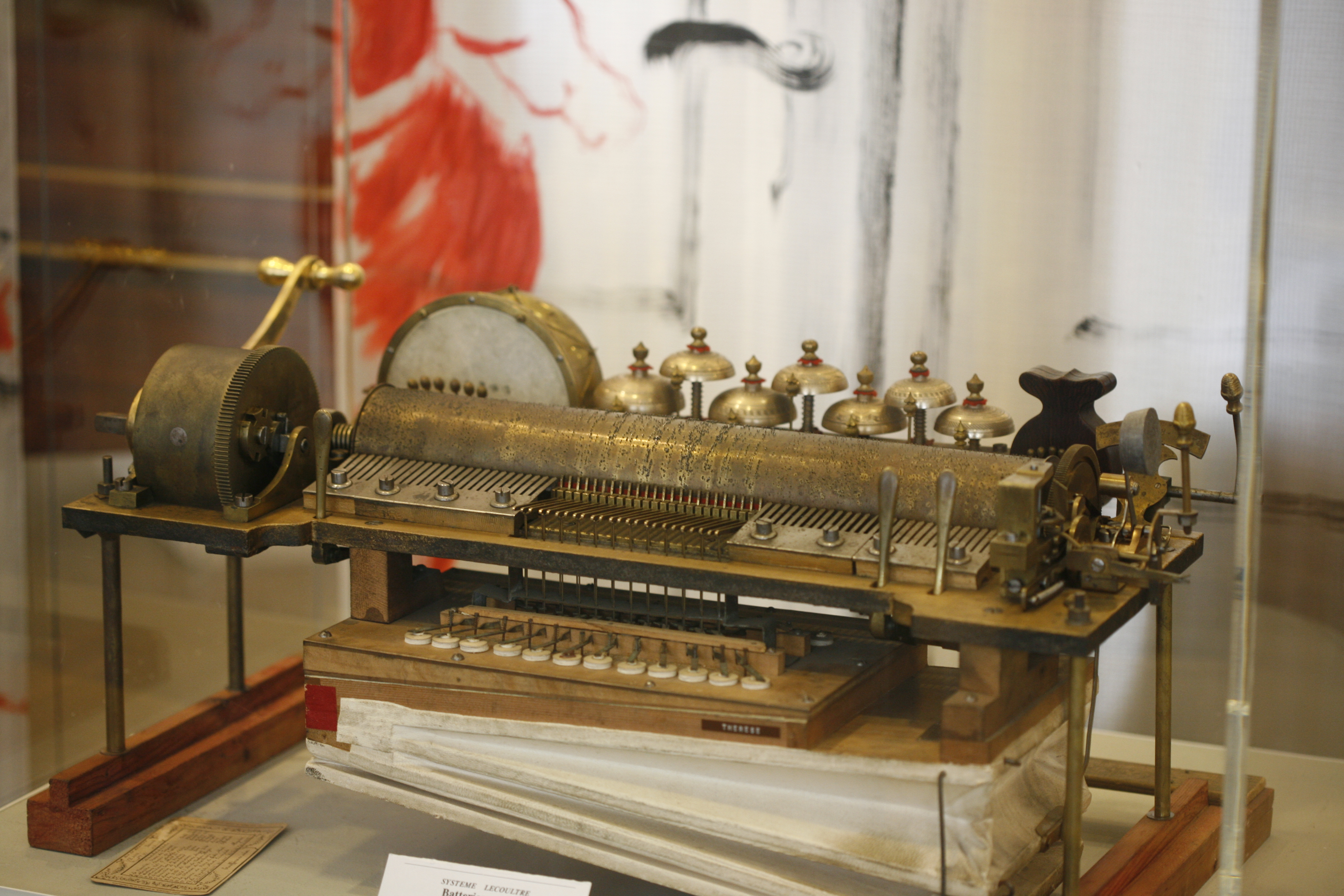
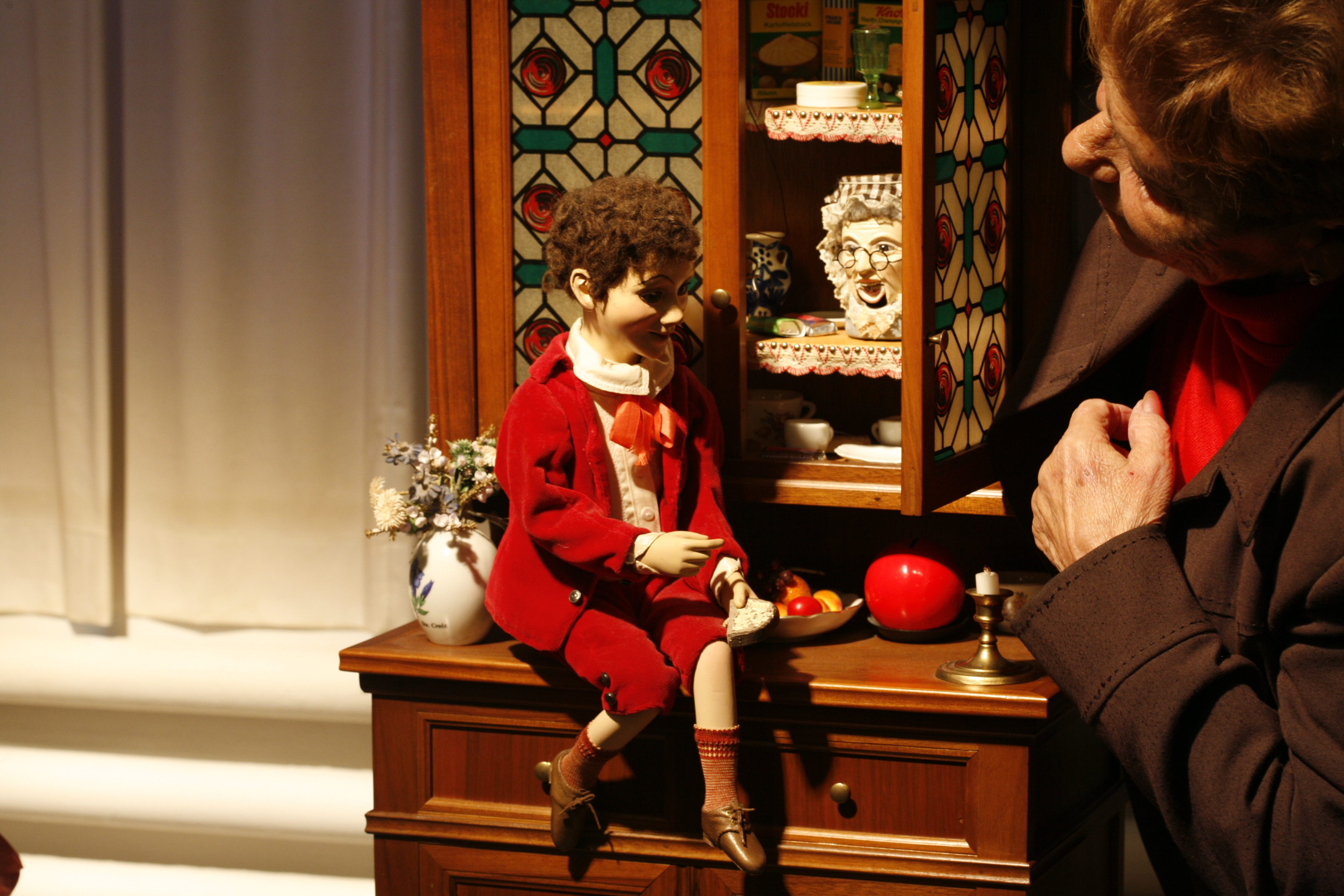
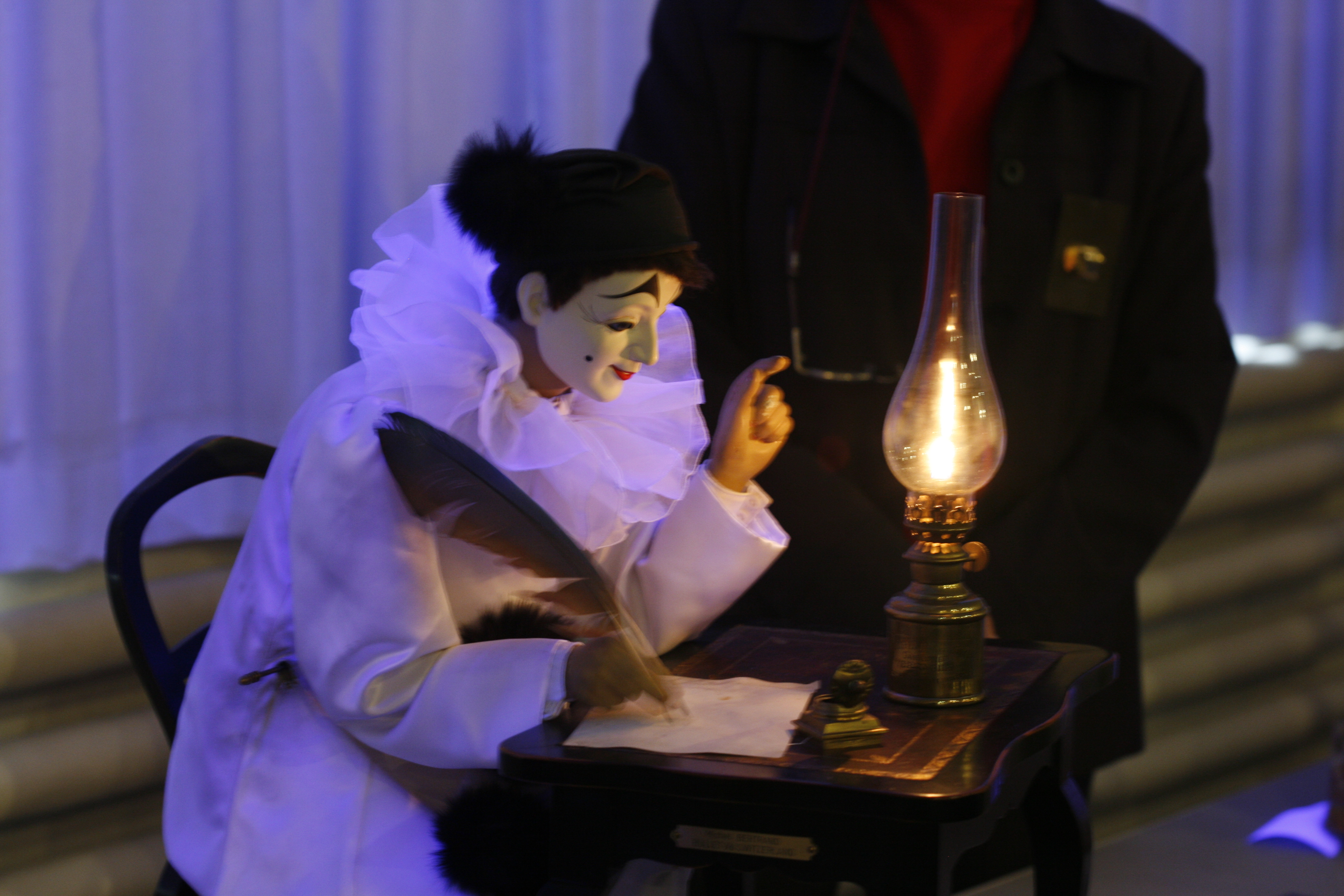
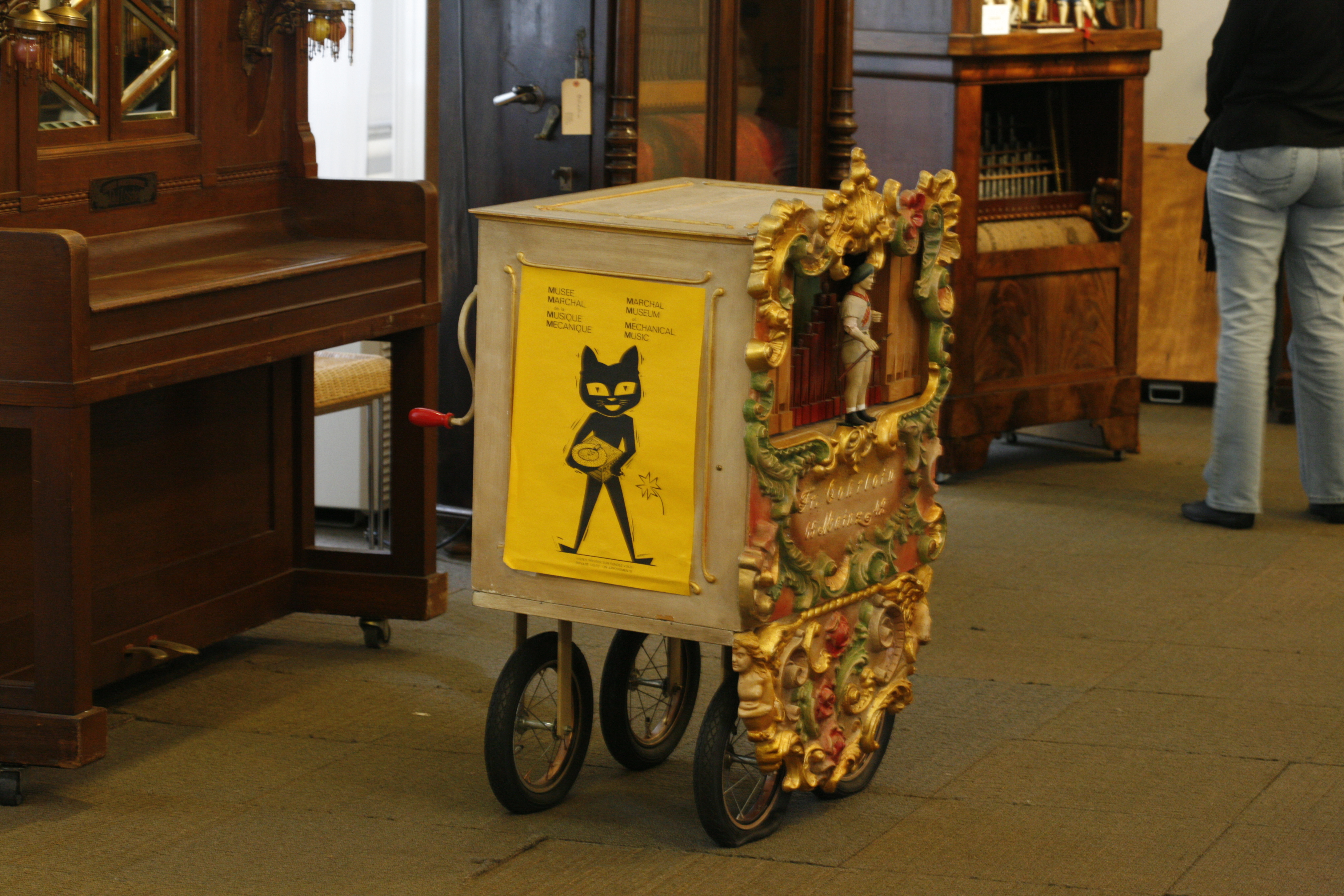